# Zuid-Beiers
Het Zuid-Beiers is de regionale taal van het hooggebergte en onderscheidt zich vooral door een groot aantal kleine klankverschillen, zoals 'y' in plaats van 'i' op plaatsen waar de 'l' verdwenen is en het intact laten van de uitgang '-er' waar deze in de overige Beierse en veel andere Duitse dialecten in '-a' verandert.
In Tirol breekt bij de 'k' een aspiratie door; een voorbode voor de Hoogalemannische 'ch-' die men tientallen kilometers ten westen ervan aantreft. Een en ander zorgt ervoor dat het Münchense Kinda ("kinderen") in het Innsbrucks Kchinder wordt. Het Zuid-Beiers wordt in Tirol, Zuid-Tirol, Stiermarken en Karinthië gesproken.